# American Nightmare (série de films)
Pour les articles homonymes, voir La Purge et American Nightmare.
Cet article concerne la série de films American Nightmare. Pour la série télévisée, voir The Purge (série télévisée).
 Pour plus de détails, voir Fiche technique et Distribution
American Nightmare ou La Purge au Québec est une série  de films d'action horrifique américains réalisés par James DeMonaco pour les trois premiers films, Gerard McMurray pour le quatrième et Everardo Gout pour le cinquième. 
Le principal scénariste de la série est James DeMonaco lui-même. 
Depuis le 4 septembre 2018, une série télévisée intitulée The Purge est diffusée sur la chaine américaine USA Network.

## Intrigue
En 2014, à la suite d'une crise économique et de troubles sociaux grandissants, une organisation politique nommée « Les Nouveaux Pères fondateurs de l'Amérique » (NFFA) est formée et est élue au pouvoir. L'organisation établit un nouveau gouvernement autoritaire et un État policier. En 2016, les NFFA élaborent un plan pour aider à stabiliser la société américaine et, en 2017, le 28e amendement de la Constitution des États-Unis est ratifié. Cet amendement établit un événement d'une période de douze heures appelé « La Purge » qui se déroulerait à partir de 19 heures, le soir du 21 mars jusqu'à 7 heures, au matin du 22 mars, au cours duquel tout crime, y compris le meurtre, deviendrait légal. Avant que l'événement ne commence, un système de message d'alerte est activé avec des règles et une prière disant « Bénis soient nos Nouveaux Pères fondateurs et l'Amérique, une nation ressuscitée » avant de se terminer par « Que Dieu soit avec vous ».
Voici comment le système de message d'alerte annonce le début de la purge dans les deux premiers films :
Ce message d'alerte annonce le commencement de la purge annuelle ratifiée par le gouvernement des États-Unis.

L'usage d'armes de classe 4 ou inférieures est autorisé pendant la purge. Toutes les autres armes sont interdites.

Les membres du gouvernement de niveau 10 bénéficient d'une immunité totale pendant la purge et ne doivent pas être agressés.

Dès que retentira la sirène, tout crime y compris celui d'homicide sera légal pendant les douze heures qui suivront.

La police, les pompiers et les services d'urgence médicale seront indisponibles jusqu'à 7 heures demain matin, heure où la purge se terminera.
 
Bénis soient nos Nouveaux Pères fondateurs et l'Amérique, une nation ressuscitée.

Dans American Nightmare 3 : Élections (vingt-six ans après la création de « la Purge »), les NFFA révoquent la règle qui accorde l’immunité aux membres du gouvernement de niveau 10 dans le but d'assassiner la sénatrice Charlie Roan, candidate à l’élection présidentielle avec pour but principal d'abolir « la Purge » si elle est élue. Ainsi la nouvelle règle citée dans le film est la suivante : « Et, pour la première fois depuis son lancement, plus personne ne bénéficiera d'immunité pendant la purge, aucun citoyen ou groupe ne sera exempté. »
Dans American Nightmare 4 : Les Origines, comme l'indique le titre, on nous explique comment « la Purge » a été mise en place. Ainsi, on apprend que, en 2014, à l'aube d'une crise économique, les Nouveaux Pères fondateurs prennent le pouvoir aux États-Unis. Le docteur May Updale propose alors une idée : une « Purge ». Durant une période de douze heures consécutives toute activité criminelle est permise. Au cours de cette nuit chacun peut ainsi évacuer ses émotions négatives en se vengeant ou plus simplement en s'adonnant à la violence gratuite. Pour le docteur Updale c'est le moyen idéal d'évacuer la violence et la haine et donc de résoudre le problème de la criminalité durant le reste de l'année. Deux ans plus tard, les Nouveaux Pères Fondateurs décident de tester l'idée. Une Purge est ainsi lancée sur l'île de Staten Island à New York sur la base du volontariat. Les habitants de l'île qui accepteront de rester chez eux durant la nuit seront payés et ceux qui sortiront commettre des meurtres toucheront un bonus. 
Le message d'alerte est le suivant : « Ceci n'est pas un exercice. Ce message d'alerte annonce le commencement de l'expérience sociologique menée par les NFFA à Staten Island dans l'État de New York. L'usage d'armes de classe 4 ou inférieures est autorisé pendant toute la durée de l'expérience. Tous crimes y compris celui d'homicide sera légal durant les douze heures qui suivront. Bénis soient nos Nouveaux Pères fondateurs et l'Amérique, une nation ressuscitée. Que Dieu soit avec vous. »
En conséquence, La Purge a entraîné une criminalité et un taux de chômage qui ont chuté à 1 % mais aussi une économie grandissante. Bien que l’on pense qu’il soit utilisé comme un acte de catharsis pour la population américaine, il est en fait utilisé comme une méthode de contrôle artificiel de la population, car les pauvres au chômage dans les quartiers défavorisés et certains membres de la classe ouvrière sont généralement les cibles principales. Dans le troisième film, un personnage note que viser un homme noir une nuit de purge est une action particulièrement stupide, suggérant que les noirs sont habitués à être la cible de cette nuit. À ce moment, le nombre de touristes a également augmenté, car les étrangers viennent aux États-Unis uniquement pour participer à la Purge.

## Synopsis

### American Nightmare
Dans un futur proche, les États-Unis renaissent, gouvernés par les Nouveaux Pères Fondateurs. Pour maintenir un faible taux de chômage et de criminalité tout au long de l'année, le gouvernement a mis en place une période annuelle de douze heures consécutives, au cours de laquelle toute activité criminelle est permise. Au cours de cette nuit, officiellement appelée « la Purge », chacun peut évacuer ses émotions négatives en réglant ses comptes, ou plus simplement en s'adonnant à la violence gratuite. Les seules règles s'appliquant à la Purge sont l'interdiction d'attaquer tout membre du gouvernement ayant un niveau d’autorisation supérieur à 10 et la prohibition des armes de classe quatre ou de niveau supérieur comme le matériel explosif tels que les grenades ou les lance-roquettes. 
En 2022, à l'aube de la cinquième Purge, James Sandin, un riche entrepreneur, a parfaitement tiré parti de la situation en développant des systèmes de sécurité domestiques en prévision de la Purge. Père de deux enfants, habitant un quartier huppé et tranquille de Los Angeles, il considère la Purge comme un mal nécessaire, à la différence de sa femme Mary et de son fils Charlie, beaucoup plus réservés à ce sujet. Sa fille Zoey aimerait pouvoir vivre son amour pour Henry, un jeune homme plus âgé qu'elle, que son père lui interdit formellement de voir. Mais alors que la journée s'achève, les préparatifs pour la Purge s'accélèrent. Certains voisins fourbissent leurs armes, d'autres se barricadent, les derniers semblent se préparer à une fête.
Peu après le dîner, la famille Sandin rejoint la pièce de sécurité à partir de laquelle James lance le verrouillage de toutes les portes et fenêtres. Sitôt la maison bouclée, une annonce officielle suivie d'une sirène lugubre lancent le début de la Purge, et bientôt des personnes armées commencent à déambuler dans les rues.
Mais alors que la famille pensait passer une soirée à l'abri du danger, rien ne se passe comme prévu. Le petit ami de Zoey s'est caché dans la maison et désire régler ses comptes avec James. Mais le pire arrive quand Charlie aperçoit grâce aux écrans de surveillance un homme ensanglanté implorant de l'aide et désactive les protections pour l'inviter à rentrer.
Cet homme était la cible d'un groupe de jeunes personnes masquées constitué uniquement de jeunes de bonne famille qui considère cet homme SDF et les pauvres comme des exutoires idéaux pour la Purge. Ils lancent un ultimatum aux Sandin : ils doivent livrer l'homme sinon, avec des renforts et du matériel permettant de passer outre aux systèmes de sécurité, ils rentreront afin de massacrer tout le monde. Le cauchemar ne fait que commencer pour les Sandin.

### American Nightmare 2: Anarchy
En 2023, à l'aube de la sixième Purge annuelle, la ville de Los Angeles se prépare pour ce terrible événement où pendant une période de douze heures consécutives, toute activité criminelle est permise. Mais cette année, un groupe de résistant anti-Purge mené par Carmelo Johns et son partenaire Dante Bishop tente de dénoncer les activités des Nouveaux Pères Fondateurs dont le but réel avec la Purge serait de se débarrasser des pauvres pour permettre au pays de faire des économies.
Eva Sanchez, une serveuse, rejoint sa fille Cali et son père atteint d'une maladie, pour passer cette nuit avec eux dans leur appartement. Mais une fois barricadée, elle découvre que son père n'est plus dans l'appartement et trouve une lettre. Ce dernier s'est vendu à une riche famille qui cherchait quelqu'un à torturer pendant la Purge contre une énorme somme d'argent pour sa fille et sa petite-fille. 
Une fois que la Purge démarre, les deux femmes sont attaquées par un voisin qui désire punir Eva de constamment l'ignorer et ce avant d'être enlevées par un commando. Un commando aux ordres des Nouveaux Pères Fondateurs et à la recherche de personnes pour leurs jeux macabres entre riches les soirs de Purge. Mais elles sont sauvées de justesse par Léo, un homme participant à la Purge dans le but de tuer l'homme ayant renversé son fils en voiture il y a plusieurs années.
Ils vont également faire la rencontre de Shane et Liz, un jeune couple récemment séparé dont la voiture est tombée en panne à cause d'un purgeur qui l'a sabotée avant le début de l'événement afin de les piéger. Ensemble ils vont faire équipe pour tenter de survivre à cette nuit de mort.

### American Nightmare 3: Élections
En 2022, la jeune Charlie Roan assiste impuissante à la mort de ses parents torturés par un psychopathe le soir de la Purge annuelle, un événement où pendant une période de douze heures consécutives toute activité criminelle est permise.
En 2040, Charlie est maintenant sénatrice et se présente aux élections présidentielles avec pour but principal d'abolir la Purge si elle est élue. Cela est vu d'un très mauvais œil par les Nouveaux Pères Fondateurs, le gouvernement réactionnaire et autoritaire des États-Unis pour qui le but secret de la Purge est de pouvoir se débarrasser des gens dans le besoin pour faire des économies mais également pour s'adonner à des jeux violents et macabres entre riches. Ils décident donc que le soir de cette nouvelle Purge ils enverront un commando pour l'enlever et l'abattre lors de l'une de leurs cérémonies.
Parallèlement, Joe Dixon et son assistant Marcos apprennent que leur magasin ne pourra plus être assuré en cas de problème pendant la Purge à cause d'une augmentation des tarifs. Joe décide de passer la nuit sur le toit pour protéger le magasin des purgeurs. Il devient la cible de Kimmy, une adolescente psychopathe, qui souhaite se venger d'avoir été prise la main dans le sac en train de voler dans le magasin.
Au cours de la nuit de la Purge, Charlie est trahie par un agent de son équipe de protection. Son principal agent de sécurité, Leo Barnes, est alors contraint de la faire évacuer. En ville (Washington, D.C.), ils se font attaquer par un groupe de touristes, venu exprès dans le pays pour vivre la Purge, mais ils sont sauvés de justesse par Joe et Marcos.
Également aidé par Laney Rucker, une proche de Joe qui sort pour sauver des victimes les soirs de Purge, le groupe va devoir tenter de survivre mais surtout de sauver Charlie qui est leur seul espoir d'abolir la Purge.

### American Nightmare 4: Les Origines
En 2014 à l'aube d'une crise économique les Nouveaux Pères Fondateurs prennent le pouvoir aux États-Unis. Le Dr May Updale propose alors une idée : une Purge. Durant une période de douze heures consécutives toute activité criminelle est permise. Au cours de cette nuit chacun peut ainsi évacuer ses émotions négatives en se vengeant ou plus simplement en s'adonnant à la violence gratuite. Pour le Dr Updale c'est le moyen idéal d'évacuer la violence et la haine et donc de résoudre le problème de la criminalité durant le reste de l'année.
En 2017, les Nouveaux Pères Fondateurs décident de tester l'idée. Une Purge est lancée sur l'île de Staten Island à New York sur la base du volontariat. Les habitants de l'île qui accepteront de rester chez eux durant la nuit seront payés et ceux qui sortiront commettre des meurtres toucheront un bonus. Cependant l'expérience est un échec, alors que des petits groupes tuent, la plupart des participants font la fête et commettent de simples délits. Les Nouveaux Pères Fondateurs décident alors, afin de contrer cet échec, d'envoyer un commando sur place pour tuer et permettre à l'expérience d'être un succès.
Peu à peu le projet échappe au Dr Updale et les véritables intentions des Nouveaux Pères Fondateurs se révèlent.

### American Nightmare 5: Sans Limites
La sortie du film est initialement prévue pour le 10 juillet 2020 aux États-Unis.
Il s'agit du cinquième.
En 2048, la Purge frappe à nouveau à la porte. Toute la nuit, la population américaine pourra s'entretuer. Cela n'empêche pas des gens de trouver cette pratique barbare. C'est le cas de la famille Tucker, qui possède un ranch au Texas. Malgré tout, le fils Dylan aimerait bien remettre à sa place Juan, un travailleur mexicain qui travaille pour son père... Cette année, cette tradition sera bien différente, car elle risque de continuer bien au-delà du temps permis. Lorsque les États-Unis sont mis à feu et à sang, la survie de la population passera par une migration vers le Mexique et le Canada.

## Fiche technique
|                           | American Nightmare (2013)                      | American Nightmare 2: Anarchy (2014)           | American Nightmare 3 : Élections (2016)        | American Nightmare 4 : Les Origines (2018)     | American Nightmare 5 : Sans Limites (2021)     |
| ------------------------- | ---------------------------------------------- | ---------------------------------------------- | ---------------------------------------------- | ---------------------------------------------- | ---------------------------------------------- |
| Titre original            | The Purge                                      | The Purge: Anarchy                             | The Purge: Election Year                       | The First Purge                                | The Forever Purge                              |
| Titre québécois           | La Purge                                       | La Purge : Anarchie                            | La Purge : L’Année Électorale                  | La Première Purge                              | La Purge Éternelle                             |
| Réalisateurs              | James DeMonaco                                 | James DeMonaco                                 | James DeMonaco                                 | Gerard McMurray                                | Everardo Gout                                  |
| Scénariste                | James DeMonaco                                 | James DeMonaco                                 | James DeMonaco                                 | James DeMonaco                                 | James DeMonaco                                 |
| Compositeurs              | Nathan Whitehead                               | Nathan Whitehead                               | Nathan Whitehead                               | Kevin Lax                                      | The Newton Brothers                            |
| Monteurs                  | Peter Gvozdas                                  | Vince Filippone                                | Todd E. Miller                                 | Jim Page                                       | Todd E. Miller                                 |
| Monteurs                  |                                                | Todd E. Miller                                 |                                                |                                                | Vincent Tabaillon                              |
| Direction artistique      | Nicolas Plotquin                               | Brad Ricker                                    | David Blankenship                              | David Blankenship                              | Susan Alegria                                  |
| Direction artistique      |                                                |                                                |                                                | Clint Wallace                                  |                                                |
| Photographie              | Jacques Jouffret                               | Jacques Jouffret                               | Jacques Jouffret                               | Anastas N. Michos                              | Luis David Sansans                             |
| Casting                   | Lisa Fields                                    | Terri Taylor                                   | Terri Taylor                                   | Terri Taylor                                   | Terri Taylor                                   |
| Casting                   | John Barba (non crédité)                       |                                                |                                                | Sarah Domeier                                  | Sarah Domeier                                  |
| Casting                   |                                                |                                                | Christine Kromer                               |                                                |                                                |
| Décors                    | Karuna Karmarkar                               | Missy Parker                                   | Vanessa Knoll                                  | Matthew Sullivan                               | Jennifer Spence                                |
| Costumes                  | Lisa Norcia                                    | Hala Bahmet                                    | Elisabeth Vastola                              | Amela Baksic                                   | Leah Butler                                    |
| Producteurs               | Michael Bay                                    | Michael Bay                                    | Michael Bay                                    | Michael Bay                                    | Michael Bay                                    |
| Producteurs               | Jason Blum                                     |                                                |                                                |                                                |                                                |
| Producteurs               | Andrew Form                                    |                                                |                                                |                                                |                                                |
| Producteurs               | Brad Fuller                                    |                                                |                                                |                                                |                                                |
| Producteurs               | Sébastien Kane. Lemercier                      |                                                |                                                |                                                |                                                |
| Sortie américaine         | 7 juin 2013                                    | 18 juillet 2014                                | 1er juillet 2016                               | 4 juillet 2018                                 | 2 juillet 2021                                 |
| Sortie française          | 7 août 2013                                    | 23 juillet 2014                                | 20 juillet 2016                                | 4 juillet 2018                                 | 4 août 2021                                    |
| Budget                    | 3 000 000 $                                    | 11 000 000 $                                   | 10 000 000 $                                   | 13 000 000 $                                   | 18 000 000 $                                   |
| Durée                     | 85 minutes                                     | 103 minutes                                    | 109 minutes                                    | 97 minutes                                     | 103 minutes                                    |
| Sociétés de productions   | Blumhouse Productions                          | Blumhouse Productions                          | Blumhouse Productions                          | Blumhouse Productions                          | Blumhouse Productions                          |
| Sociétés de productions   | Platinum Dunes                                 |                                                |                                                |                                                |                                                |
| Sociétés de productions   | Why Not Productions                            | Why Not Productions                            | Man in a Tree Productions                      | Man in a Tree Productions                      | Man in a Tree Productions                      |
| Sociétés de productions   |                                                |                                                | Perfect World Pictures                         |                                                |                                                |
| Distribution              | Universal Pictures                             | Universal Pictures                             | Universal Pictures                             | Universal Pictures                             | Universal Pictures                             |
| Lieux de tournage         | Chattsworth                                    | Los Angeles                                    | Woonsocket                                     | Buffalo                                        | Palmdale                                       |
| Lieux de tournage         | Chattsworth                                    | Hawthorne                                      | Providence                                     | Buffalo                                        | Ontario                                        |
| Pays d'origine            | États-Unis                                     | États-Unis                                     | États-Unis                                     | États-Unis                                     | États-Unis                                     |
| Genre                     | Action horrifique                              | Action horrifique                              | Action horrifique                              | Action horrifique                              | Action horrifique                              |
| Son                       | Dolby Digital, Dolby Atmos, Dolby Surround 7.1 | Dolby Digital, Dolby Atmos, Dolby Surround 7.1 | Dolby Digital, Dolby Atmos, Dolby Surround 7.1 | Dolby Digital, Dolby Atmos, Dolby Surround 7.1 | Dolby Digital, Dolby Atmos, Dolby Surround 7.1 |
| Projection                | CinemaScope 2.35:1                             | CinemaScope 2.35:1                             | CinemaScope 2.35:1                             | CinemaScope 2.35:1                             | 1.85:1                                         |
| Production                | 35 mm                                          | 35 mm                                          | 35 mm                                          | 35 mm                                          |                                                |
| Langue de tournage        | Anglais                                        | Anglais                                        | Anglais                                        | Anglais                                        | Anglais                                        |
| Classification France     | Interdit aux moins de 12 ans                   | Interdit aux moins de 12 ans                   | Interdit aux moins de 12 ans                   | Interdit aux moins de 12 ans                   | Interdit aux moins de 12 ans                   |
| Classification États-Unis | R                                              | R                                              | R                                              | R                                              | R                                              |

## Distribution
| Personnages                          | Films                     | Films                                | Films                                   | Films                                      |
| Personnages                          | American Nightmare (2013) | American Nightmare 2: Anarchy (2014) | American Nightmare 3 : Élections (2016) | American Nightmare 4 : Les Origines (2018) |
| ------------------------------------ | ------------------------- | ------------------------------------ | --------------------------------------- | ------------------------------------------ |
| Annonciatrice de la purge (voix-off) | Cindy Robinson (en)       | Cindy Robinson (en)                  | Cindy Robinson (en)                     | Cindy Robinson (en)                        |
| Personnages principaux               |                           |                                      |                                         |                                            |
| James Sandin                         | Ethan Hawke               |                                      |                                         |                                            |
| Leo Barnes                           |                           | Frank Grillo                         | Frank Grillo                            |                                            |
| Dmitri                               |                           |                                      |                                         | Y'lan Noel (en)                            |
| Personnages secondaires              |                           |                                      |                                         |                                            |
| Dante Bishop / l'étranger            | Edwin Hodge               | Edwin Hodge                          | Edwin Hodge                             |                                            |
| Mary Sandin                          | Lena Headey               |                                      |                                         |                                            |
| Zoey Sandin                          | Adelaide Kane             |                                      |                                         |                                            |
| Charlie Sandin                       | Max Burkholder            |                                      |                                         |                                            |
| Le chef du gang masqué               | Rhys Wakefield            |                                      |                                         |                                            |
| Henry                                | Tony Oller                |                                      |                                         |                                            |
| Eva Sanchez                          |                           | Carmen Ejogo                         |                                         |                                            |
| Cali Sanchez                         |                           | Zoë Soul (en)                        |                                         |                                            |
| Shane                                |                           | Zach Gilford                         |                                         |                                            |
| Liz                                  |                           | Kiele Sanchez                        |                                         |                                            |
| Carmelo Johns                        |                           | Michael K. Williams                  |                                         |                                            |
| Tanya                                |                           | Justina Machado                      |                                         |                                            |
| La sénatrice Charlie Roan            |                           |                                      | Elizabeth Mitchell                      |                                            |
| Joe Dixon                            |                           |                                      | Mykelti Williamson                      |                                            |
| Marcos Dali                          |                           |                                      | Joseph Julian Soria (en)                |                                            |
| Laney Rucker                         |                           |                                      | Betty Gabriel                           |                                            |
| Earl Danzinger                       |                           |                                      | Terry Serpico                           |                                            |
| Le révérend Edwidge Owens            |                           |                                      | Kyle Secor                              |                                            |
| Le président Caleb Warrens           |                           |                                      | Raymond J. Barry                        |                                            |
| Nya                                  |                           |                                      |                                         | Lex Scott Davis                            |
| Isaiah                               |                           |                                      |                                         | Joivan Wade (en)                           |
| Dolores                              |                           |                                      |                                         | Mugga                                      |
| Luisa                                |                           |                                      |                                         | Lauren Vélez                               |
| Selina                               |                           |                                      |                                         | Kristen Solis                              |
| Dr May Updale / l'architecte         |                           |                                      |                                         | Marisa Tomei                               |
| Capital A                            |                           |                                      |                                         | Christian Robinson                         |
| Arlo Sabian                          |                           |                                      |                                         | Patch Darragh                              |

Photos des acteurs principaux de la franchise (selon les films)
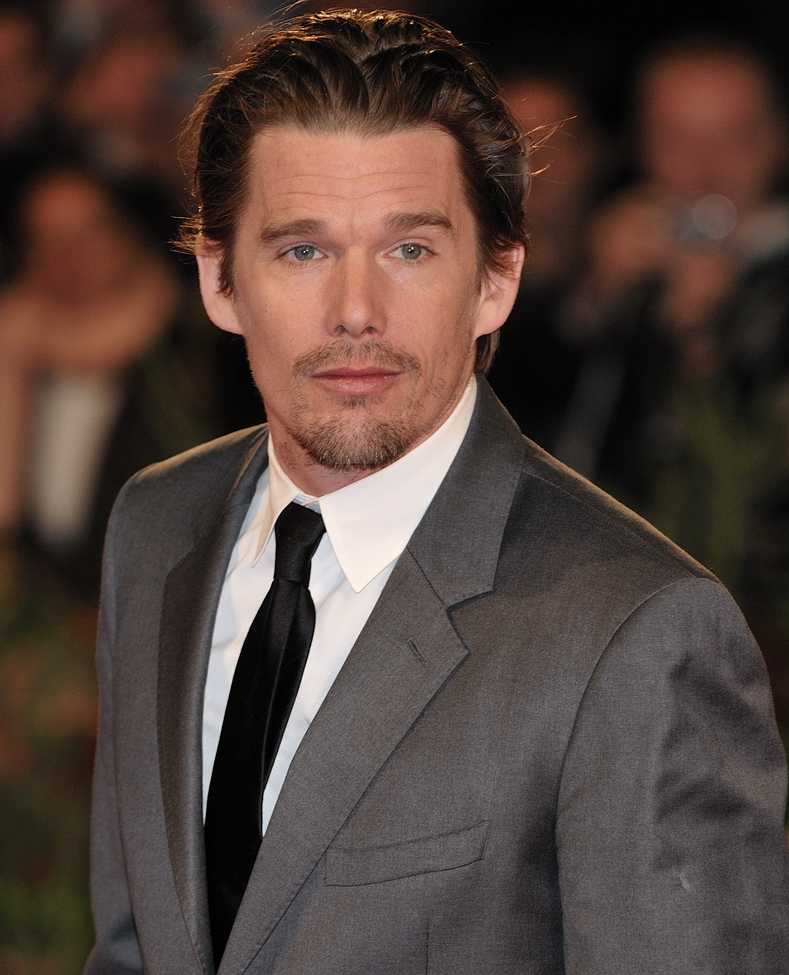
Ethan Hawke interprète James Sandin
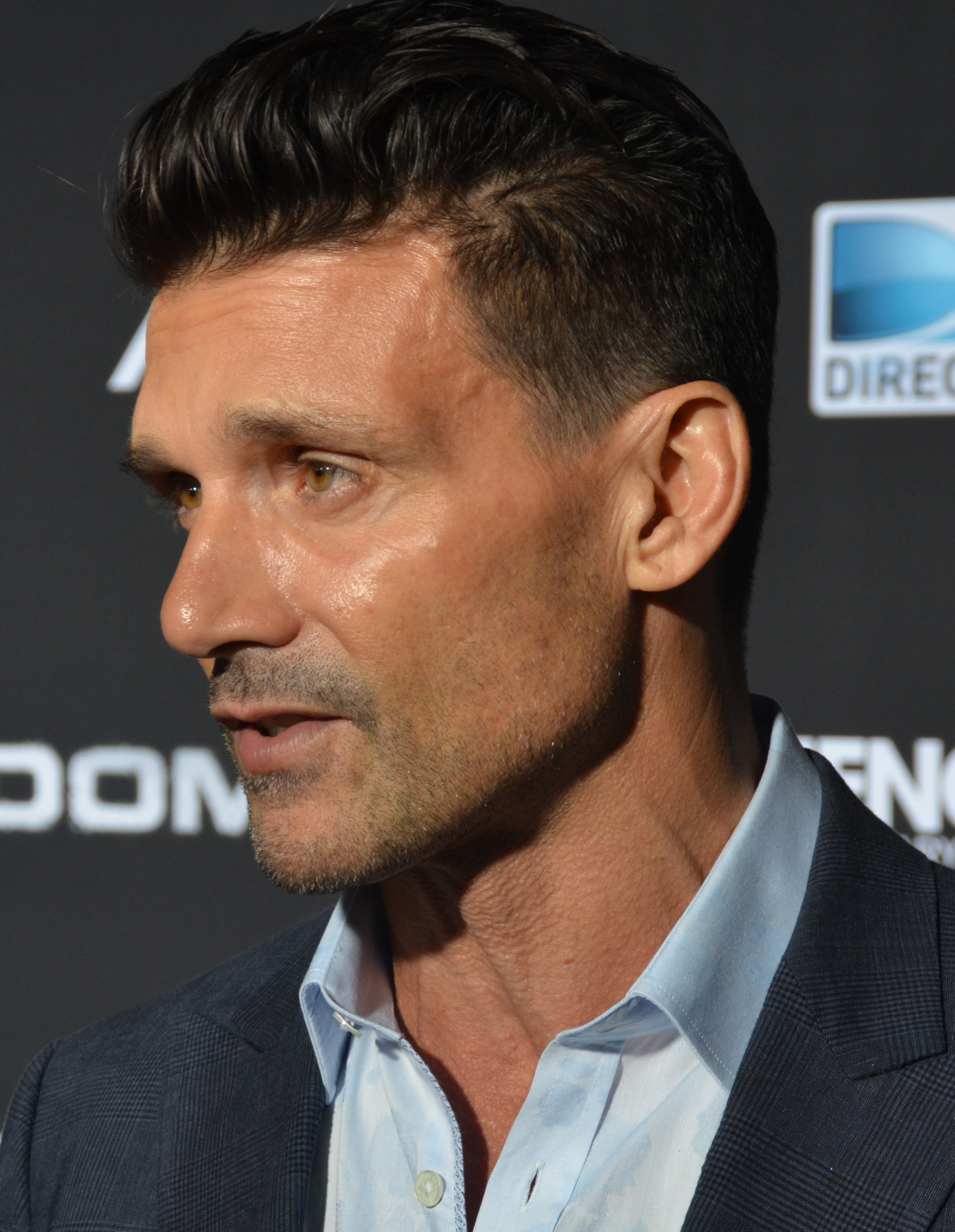
Frank Grillo interprète Leo Barnes

## Accueil

### Box-office
| Film                                | Année | Budget        | Recettes au box-office | Recettes au box-office | Recettes au box-office | Nombres d'entrées | Nombres d'entrées | Références |
| Film                                | Année | Budget        | États-Unis Canada      | Reste du monde         | Mondial                | France            | Région parisienne | Références |
| ----------------------------------- | ----- | ------------- | ---------------------- | ---------------------- | ---------------------- | ----------------- | ----------------- | ---------- |
| American Nightmare                  | 2013  | 3 millions $  | 64 473 115 $           | 24 855 512 $           | 89 328 627 $           | 367 136 entrées   | 134 621 entrées   | ,          |
| American Nightmare 2: Anarchy       | 2014  | 11 millions $ | 71 962 800 $           | 39 965 565 $           | 111 928 365 $          | 537 534 entrées   | 148 674 entrées   | ,          |
| American Nightmare 3 : Élections    | 2016  | 10 millions $ | 79 213 375 $           | 39 374 505 $           | 118 587 880 $          | 702 611 entrées   | 148 396 entrées   | ,          |
| American Nightmare 4 : Les Origines | 2018  | 13 millions $ | 69 488 745 $           | 67 567 517 $           | 137 056 262 $          | 1 042 541 entrées | 232 709 entrées   | ,          |
| American Nightmare 5 : Sans Limites | 2021  | 18 millions $ | 44 935 245 $           | 31 011 245 $           | 76 944 245 $           | 435 238 entrées   | bientôt           |            |
| Total                               | Total | 55 millions $ | 330 073 280 $          | 202 774 344 $          | 533 845 379 $          | 3 085 060 entrées | 664 400 entrées   | ,          |

## Série télévisée
En avril 2017, James DeMonaco, créateur de la série de films The Purge annonce le développement d'une série télévisée qui se déroulerait dans la continuités des films et qui permettrait de prendre plus de temps pour aborder certaines facettes de l'univers de la franchise, notamment les soirées des Nouveaux Pères Fondateurs ou encore les sectes.
En mai 2017, la chaîne câblée américaine USA Network annonce la commande d'une saison de dix épisodes sans passer par un épisode pilote. La chaîne dévoile également que la série sera diffusée en simultanée sur Syfy.
En juin 2018, la chaîne annonce le lancement de la série pour le 4 septembre 2018 et dévoile que Syfy ne diffusera finalement que le premier et dernier épisode de la saison.
En novembre 2018, quelques heures avant la diffusion du final de la première saison, USA Network annonce le renouvellement de la série pour une seconde saison.

## Dans la culture
Dans la saison 2, épisode 9 de Rick et Morty : Le titre de l'épisode "Qui est-ce qui purge, maintenant ?" est une référence directe. Dans l'épisode, les habitants d'un village peuvent se défouler en massacrant qui ils veulent une nuit par an, comme dans American Nightmare.

## Dans la politique
Le scénario de la série et en particulier l'amendement autorisant la purge, pourrait selon divers commentateurs avoir inspiré Donald Trump, candidat à la présidentielle de 2024, lors d'un meeting politique qui s'est tenu à Erie en Pennsylvanie, le 9 septembre, quand au micro, quand il a appelé à « une bonne journée de violence, de la vraie violence, bien comme il faut », des représailles policières, pour éradiquer le crime « immédiatement » affirme qu'autoriser une journée de violences policières pourrait permettre de mettre fin à la criminalité « immédiatement ». Selon le Washington Post, il a ensuite réduit cette période à une heure, mais en précisant « une heure difficile. Et je veux dire vraiment dure. La nouvelle se répandra. Et cela s’arrêtera immédiatement ». Son directeur de campagne a ensuite affirmé que Trump plaisantait quand il a dit cela.